# Tanida Kinuko
Tanida Kinuko, japánul: 谷田 絹子, Hepburn-átírással: Tanida Kinuko (Ikeda, 1939. szeptember 18. – Tojonaka, 2020. december 4.) olimpiai bajnok japán röplabdázó.

## Pályafutása
1960-ban ezüst- 1962-ben aranyérmes lett a japán válogatottal a világbajnokságon. Az 1964-es tokiói olimpián olimpiai bajnok lett a csapattal.

## Sikerei, díjai
- Olimpiai játékok
  - aranyérmes: 1964, Tokió
- Világbajnokság
  - aranyérmes: 1962
  - ezüstérmes: 1960